# Арикский хребет
Ари́кский хребе́т (кабард.-черк. Арыкъытх, Псыншэтх) — горный хребет в Центральном Предкавказье, в системе Терско-Сунженской возвышенности. Является западным отрогом Терского хребта, от которого отделён долиной реки Курп.

## География
Арикский хребет расположен в центральной части Терского района Кабардино-Балкарской Республики. Возвышенность имеет широтное простирание, с общей протяжённостью около 30 км.
Высшей точкой считается гора Урушевы, с отметкой в 430 метров над уровнем моря. Однако, чуть юго-западнее горы Урушевы, расположена безымянная вершина с абсолютной высотой в 439 метров над уровнем моря. Над окружающей наклонной Малокабардинской равниной, хребет возвышается на 150—250 метров.
Северные склоны хребта плавно понижаются к Малокабардинскому оросительному каналу, а южные имеют ярко выраженный уклон в 20 градусов и более. В целом, несмотря на относительно небольшие высоты, местность имеет сильно пересечённый рельеф с глубокими балками и ложбинами.
В некоторых местах склоны хребта распаханы в форме террас. Через центральную часть хребта проходит автодорога, напрямую связывающая сёла Нижний Акбаш (к югу от хребта) и Терекское (к северу от хребта).

## Этимология
Согласно А. В. Твёрдому, название хребта происходит от тюркского арыкъ — «канал». Однако, вероятнее всего название восходит к кабардинскому арыкъ — «безлесная возвышенность», так как на хребте в действительности отсутствует лесной покров.
Другое кабардинское название хребта — Псыншэ шытх (Псыншэтх), что в переводе означает — «безводный хребет». Такое название связано с тем, что с хребта не стекают какие-либо значимые реки. Лишь в пониженных балках накапливаются родниковые воды.